# 幸せレシピ
幸せレシピ（しあわせレシピ）は、フジテレビで2005年4月から2006年9月に放送された料理ミニ番組。ポッカコーポレーション（現：ポッカサッポロフード&ビバレッジ（「ポッカ100%レモン」名義）提供。
放送時間は毎週土曜11:40 - 11:45（JST）。

## 料理人
- 初代 千秋（タレント、2005年4月 - 2006年3月）
- 2代目 生田智子（女優、2006年4月 - 9月）

## 料理監修
- 平野美由紀

## 本
- 千秋の幸せレシピ（扶桑社）

## ナレーター
- 富田のりこ（フジテレビアナウンサー）